# Sun Tiantian
Sun Tiantian (孫甜甜S, Sūn TiántiánP; Zhengzhou, 12 ottobre 1981) è un'ex tennista cinese.

## Carriera
Fa il suo esordio tra i professionisti nel 1999 dopo una breve carriera nei circuiti juniores. Negli anni si concentra principalmente nel doppio femminile ed è in questa specialità che ottiene i risultati migliori, in particolare forma un team vincente con la connazionale Li Ting. La coppia Li-Sun vince i primi tre titoli nel 2003 ma la consacrazione arriva alle Olimpiadi di Atene 2004 dove, grazie a vittorie contro squadre più quotate riescono a conquistare la medaglia d'oro. Sconfiggono sul loro percorso il team americano formato da Venus Williams e Chanda Rubin, le australiane e numero 4 del seeding Alicia Molik-Rennae Stubbs, le argentine Paola Suárez-Patricia Tarabini e in finale le spagnole e teste di serie numero due Conchita Martínez e Virginia Ruano Pascual.

Dopo la vittoria olimpica riescono a vincere altri cinque tornei e a raggiungere per la prima volta i quarti di finale in un torneo dello Slam, all'Open di Francia 2005. Dopo il ritiro della Li ha ottenuto altri buoni risultati, ha raggiunto i quarti di finale negli Australian Open 2007 insieme a Sun Shengnan e nello stesso anno ha raggiunto i quarti anche al Torneo di Wimbledon in coppia con Elena Lichovceva. L'anno successivo riesce a vincere un titolo dello Slam, agli Australian Open 2008 nel doppio misto, insieme a Nenad Zimonjić. In Fed Cup gioca un totale di ventisei match, vincendone sedici.

Si ritira nel 2009 con dodici titoli di doppio e uno in singolare nel suo palmarès.

## Statistiche

### Singolare

#### Vittorie (1)
| Legenda               |
| --------------------- |
| Grande Slam (0)       |
| Ori Olimpici (0)      |
| WTA Championships (0) |
| Tier I (0)            |
| Tier II (0)           |
| Tier III (0)          |
| Tier IV (1)           |
| Tier V (0)            |

| N. | Data           | Torneo                  | Superficie | Avversaria in finale | Punteggio |
| 1. | 8 ottobre 2006 | Tashkent Open, Tashkent | Cemento    | Iroda Tulyaganova    | 6–2, 6–4  |

### Doppio

#### Vittorie (12)
| Legenda               |
| --------------------- |
| Grande Slam (0)       |
| Ori Olimpici (1)      |
| WTA Championships (0) |
| Tier I (0)            |
| Tier II (1)           |
| Tier III (6)          |
| Tier IV (3)           |
| Tier V (1)            |

| N.  | Data             | Torneo                                           | Superficie    | Compagna   | Avversarie in finale                     | Punteggio        |
| 1.  | 14 giugno 2003   | WTA Austrian Open, Vienna                        | Terra rossa   | Li Ting    | Yan Zi Zheng Jie                         | 6–3, 6–4         |
| 2.  | 2 novembre 2003  | Bell Challenge, Quebec                           | Sintetico (i) | Li Ting    | Els Callens Meilen Tu                    | 6–3, 6–3         |
| 3.  | 9 novembre 2003  | Pattaya Women's Open, Pattaya                    | Cemento       | Li Ting    | Wynne Prakusya Angelique Widjaja         | 6–4, 6–3         |
| 4.  | 22 agosto 2004   | Giochi Olimpici, Atene                           | Cemento       | Li Ting    | Conchita Martínez Virginia Ruano Pascual | 6-3, 6-3         |
| 5.  | 3 ottobre 2004   | Guangzhou International Women's Open, Canton     | Cemento       | Li Ting    | Yang Shujing Yu Ying                     | 6–4, 6–1         |
| 6.  | 1º maggio 2005   | Estoril Open, Estoril                            | Terra rossa   | Li Ting    | Michaëlla Krajicek Henrieta Nagyová      | 6–3, 6–1         |
| 7.  | 12 febbraio 2006 | Pattaya Women's Open, Pattaya (2)                | Cemento       | Li Ting    | Yan Zi Zheng Jie                         | 3–6, 6–1, 7–6(5) |
| 8.  | 7 maggio 2006    | Estoril Open, Estoril (2)                        | Terra rossa   | Li Ting    | Gisela Dulko Maria Sánchez Lorenzo       | 6–2, 6–2         |
| 9.  | 1º ottobre 2006  | Guangzhou International Women's Open, Canton (2) | Cemento       | Li Ting    | Vania King Jelena Kostanić Tošić         | 6–4, 2–6, 7–5    |
| 10. | 7 ottobre 2007   | Japan Open Tennis Championships, Tokyo           | Cemento       | Yan Zi     | Chuang Chia-jung Vania King              | 1–6, 6–2, [10–6] |
| 11. | 14 ottobre 2007  | Thailand Open, Bangkok                           | Cemento       | Yan Zi     | Ayumi Morita Junri Namigata              | w/o              |
| 12. | 9 marzo 2008     | Bangalore Open, Bangalore                        | Cemento       | Peng Shuai | Chan Yung-jan Chuang Chia-jung           | 6–4 5–7, [10–8]  |

#### Sconfitte (10)
| Legenda: Prima del 2009 | Legenda: Dal 2009     |
| ----------------------- | --------------------- |
| Grande Slam (0)         |                       |
| Ori Olimpici (0)        |                       |
| WTA Champonships (0)    |                       |
| Tier I (1)              | Premier Mandatory (0) |
| Tier II (1)             | Premier 5 (0)         |
| Tier III (4)            | Premier (0)           |
| Tier IV (3)             | International (1)     |
| Tier V (0)              | WTA 125s (0)          |

| N.  | Data              | Torneo                                           | Superficie  | Compagna          | Avversarie in finale               | Punteggio        |
| 1.  | 12 ottobre 2003   | Tashkent Open, Tashkent                          | Cemento     | Li Ting           | Julija Bejhel'zymer Tat'jana Puček | 3-6, 6(0)-7      |
| 2.  | 22 febbraio 2004  | Bangalore Open, Bangalore                        | Cemento     | Li Ting           | Liezel Huber Sania Mirza           | 6(1)-7, 4-6      |
| 3.  | 12 febbraio 2005  | Bangalore Open, Hyderabad (2)                    | Cemento     | Li Ting           | Yan Zi Zheng Jie                   | 4-6, 1-6         |
| 4.  | 4 marzo 2006      | Qatar Ladies Open, Doha                          | Cemento     | Li Ting           | Daniela Hantuchová Ai Sugiyama     | 4-6, 4-6         |
| 5.  | 15 aprile 2007    | Family Circle Cup, Charleston                    | Terra verde | Peng Shuai        | Zheng Jie Yan Zi                   | 5-7, 0-6         |
| 6.  | 26 maggio 2007    | Internationaux de Strasbourg, Strasburgo         | Terra rossa | Alicia Molik      | Yan Zi Zheng Jie                   | 3-6, 4-6         |
| 7.  | 17 giugno 2007    | AEGON Classic, Birmingham                        | Erba        | Meilen Tu         | Chan Yung-jan Chuang Chia-jung     | 6(3)-7, 3-6      |
| 8.  | 2 ottobre 2007    | Guangzhou International Women's Open, Canton     | Cemento     | Vania King        | Peng Shuai Yan Zi                  | 3-6, 4-6         |
| 9.  | 21 settembre 2008 | Guangzhou International Women's Open, Canton (2) | Cemento     | Yan Zi            | Marija Korytceva Tat'jana Puček    | 3-6, 6-4, [8-10] |
| 10. | 14 settembre 2009 | Guangzhou International Women's Open, Canton (3) | Cementon    | Kimiko Date-Krumm | Vol'ha Havarcova Taccjana Pučak    | 6-3, 2-6, [8-10] |

### Doppio misto

#### Vittorie (1)
| Tornei del Grande Slam  |
| ----------------------- |
| Australian Open (1)     |
| Open di Francia (0)     |
| Torneo di Wimbledon (0) |
| US Open (0)             |

| N. | Data            | Torneo                     | Superficie | Compagno       | Avversari in finale         | Punteggio   |
| 1. | 27 gennaio 2008 | Australian Open, Melbourne | Cemento    | Nenad Zimonjić | Sania Mirza Mahesh Bhupathi | 7-6(4), 6-4 |

## Statistiche

### Risultati in progressione
| Sigla | Risultato               |
| ----- | ----------------------- |
| V     | Vincitore               |
| F     | Finalista               |
| SF    | Semifinalista           |
| O     | Oro olimpico            |
| A     | Argento olimpico        |
| SF    | Bronzo olimpico         |
| QF    | Quarti di Finale        |
| 4T    | Quarto turno            |
| 3T    | Terzo turno             |
| 2T    | Secondo turno           |
| 1T    | Primo turno             |
| RR    | Round Robin             |
| LQ    | Turno di qualificazione |
| A     | Assente                 |
| ND    | Non disputato           |

| Legenda superfici    |
| -------------------- |
| Cemento              |
| Terra battuta        |
| Erba                 |
| Superficie variabile |

#### Singolare nei tornei del Grande Slam
| Torneo          | 2003 | 2004 | 2005 | 2006 | 2007 | 2008 | 2009 | 2010 |
| --------------- | ---- | ---- | ---- | ---- | ---- | ---- | ---- | ---- |
| Australian Open | A    | A    | A    | 1T   | 1T   | A    | A    | A    |
| Open di Francia | A    | A    | A    | 2T   | 1T   | A    | A    | A    |
| Wimbledon       | A    | 2T   | A    | 2T   | 1T   | A    | A    | A    |
| US Open         | 1T   | A    | 2T   | 1T   | A    | A    | A    | A    |

#### Doppio nei tornei del Grande Slam
| Torneo          | 2003 | 2004 | 2005 | 2006 | 2007 | 2008 | 2009 | 2010 |
| --------------- | ---- | ---- | ---- | ---- | ---- | ---- | ---- | ---- |
| Australian Open | 1T   | 3T   | 3T   | 3T   | QF   | 2T   | 1T   | A    |
| Open di Francia | A    | 2T   | QF   | 2T   | 2T   | 3T   | 2T   | A    |
| Wimbledon       | A    | 1T   | A    | 1T   | QF   | 1T   | A    | A    |
| US Open         | 1T   | A    | 3T   | 1T   | 1T   | A    | A    | A    |

#### Doppio misto nei tornei del Grande Slam
| Torneo          | 2003 | 2004 | 2005 | 2006 | 2007 | 2008 | 2009 | 2010 |
| --------------- | ---- | ---- | ---- | ---- | ---- | ---- | ---- | ---- |
| Australian Open | A    | A    | 1T   | A    | QF   | V    | A    | A    |
| Open di Francia | A    | 1T   | A    | 2T   | SF   | 1T   | A    | A    |
| Wimbledon       | A    | 3T   | A    | 2T   | 3T   | 2T   | A    | A    |
| US Open         | A    | A    | 1T   | 2T   | 1T   | A    | A    | A    |

## Vittorie contro giocatrici Top 10
| Stagione | 2005 | 2006 | Totale |
| Vittorie | 1    | 1    | 2      |

| #    | Giocatrice      | Ranking | Evento                    | Superficie | Turno | Punteggio   | Rank. STTR |
| ---- | --------------- | ------- | ------------------------- | ---------- | ----- | ----------- | ---------- |
| 2005 |                 |         |                           |            |       |             |            |
| 1.   | Serena Williams | 9       | China Open, Pechino       | Cemento    | 2T    | 6-2, 7-6(7) | 127        |
| 2006 |                 |         |                           |            |       |             |            |
| 2.   | Patty Schnyder  | 8       | New Haven Open, New Haven | Cemento    | 1T    | 6-1, 6-3    | 94         |